# Ведьмин зов
«Ведьмин зов» — фантастический роман Марины и Сергея Дяченко, продолжение романа «Ведьмин век». Действие происходит спустя тридцать лет после событий первого романа.

## Сюжет
Тридцать лет назад завершилось противостояние Великого Инквизитора Клавдия Старжа и ведьмы-матки Ивги. Клавдий и Ивга женаты, а их сын Мартин тоже стал инквизитором. Благодаря стараниям Клавдия в обществе сформировалось толерантное отношение к ведьмам, проведены законодательные реформы, расширившие права неинициированных ведьм, и одна из задач Инквизиции — соблюдение этих прав. Но страх перед ведьмами в обществе сохраняется, возникает занимающаяся самосудом организация «Новая Инквизиция» — это насилие приводит к новому насилию, и в результате инициированных ведьм лишь становится больше.
В этой ситуации Мартин пытается выполнять свой долг, не причиняя никому никакого вреда; Ивга, ставшая профессиональным историком, выдвигает гипотезу, что когда-то в древности обряд инициации не превращал ведьму в абсолютное зло; возлюбленная же Мартина, неинициированная ведьма Эгле, подобно Ивге в «Ведьмином веке», сама не знает, чего хочет. Важную роль в романе играют кровные узы, в отличие от первого романа, в котором повествовалось о романтической любви.

## Художественные особенности
В «Ведьмином зове» проявилось стилистическое мастерство Дяченко — рецензент журнала «Мир фантастики» С. Евсюкова отметила эффектное построение фраз, наличие ярких точных метафор, красочных эмоциональных описаний. Удачно в романе показано развитие персонажей, сюжет выстроен умело. Примечательно, в отличие от первого романа, обилие экшена.